# 신고전파종합
신고전파종합(Neoclassical synthesis, NCS, neoclassical–Keynesian synthesis, neo-Keynesianism)은 존 메이너드 케인스의 저서 "고용, 이자 및 화폐의 일반 이론"(1936)에서 거시경제학 사상을 신고전파 경제학과 조화시키기 위해 노력한 경제학의 학문적 운동이자 패러다임이다.
신고전파종합은 신고전파 경제학과 케인스주의 경제학을 결합해 20세기 중반에 등장한 거시경제학 이론이다. 이 종합은 두 학파 사이의 명백한 차이를 조정하고 보다 포괄적인 거시경제학 이론을 창출하려는 시도였다.
전후 경제학을 장악하고 1950~1970년대 거시경제학 사상의 주류를 형성했던 존 힉스(1937), 프란코 모디글리아니(1944), 폴 새뮤얼슨(1948)이 대표적이다.
케인스파 경제학파는 대공황 기간 동안 정부가 경제 활동을 활성화하고 실업률을 줄이기 위해 적자 지출과 통화 정책을 사용하면서 널리 받아들여졌다. 그러나 신고전파 경제학자들은 케인스주의 정책이 인플레이션과 기타 경제 문제를 초래할 수 있다고 주장했다. 이들은 시장이 결국 균형을 회복하기 위해 조정될 것이며 정부 개입이 이 과정을 방해할 수 있다고 믿었다.

## 같이 보기
- 새고전학파 거시경제학